# Philip Crosby
Philip Crosby (ur. 18 czerwca 1926 w Wheeling w Wirginii Zachodniej, zm. 18 sierpnia 2001 w Winter Park na Florydzie) – amerykański przedsiębiorca, pracował nad jakością przez 40 lat, w tym 14 spędził w International Telephone and Telegraph (ITT), która w latach 1965–1979 dzięki zastosowaniu TQM zaoszczędziła 720 milionów dolarów. Wiedzę zdobył pokonując kolejne stopnie hierarchii zawodowej od inspektora aż do wiceprezesa zarządu. Jego najsłynniejsza książka „Quality is free” (Jakość nic nie kosztuje) osiągnęła ponad milionowy nakład.

## Życiorys
W 1952 roku rozpoczął pracę przy linii produkcyjnej. Stopniowo przez lata piął się w górę po szczeblach kariery. Pracował dla Crosley Corporation, Martin-Marietta Corporation i ITT. W 1979 roku założył największą na świecie firmę zajmującą się konsultingiem jakościowym, Crosby and Associates of Winter Park. Zajmowała się ona popularyzacją podejścia prewencyjnego do jakości, w miejsce podejścia kontrolnego. Po czym w 1991 roku została sprzedana i następnie uruchomił organizację (Career IV) zajmującą się szkoleniem kadry kierowniczej wyższego szczebla. W latach 90. prowadził wykłady i seminaria poświęcone jakości.

## Osiągnięcia
Zero defektów – metoda zakładająca, że można dążyć do całkowitego wyeliminowania braków poprzez właściwą organizację procesów, kształcenie personelu, utrzymywanie infrastruktury.
Absoluty jakości:
1. Jakość określa się jako zgodność ze specyfikacją, a nie jako dobry produkt.
2. Jakość osiąga się przez profilaktykę, a nie poprzez ocenianie.
3. Standard jakości oznacza brak usterek.
4. Jakość mierzy się kosztem braku zgodności ze specyfikacją, a nie wskaźnikami.

14 etapów programu doskonalenia jakości
1. Określenie zaangażowania zarządu w kwestię jakości.
2. Powołanie zespołów doskonalenia jakości.
3. Wprowadzenie kryteriów jakościowych.
4. Określenie kosztu jakości.
5. Zwiększenie świadomości jakości oraz osobistej troski wszystkich pracowników o reputację firmy.
6. Podjęcie działań naprawczych w stosunku do błędów ujawnionych w pkt. 5.
7. Zaprogramowanie produkcji wolnej od usterek.
8. Przeszkolenie kierowników, aby aktywnie uczestniczyli w procesie doskonalenia jakości.
9. Ogłoszenie momentu, od którego obowiązywać będzie zasada „żadnych usterek”.
10. Określenie celów i zachęcenie pracowników do samodoskonalenia.
11. Zachęcenie pracowników, by informowali kierownictwo o trudnościach jakie napotykają przy realizacji celów.
12. Docenianie i nagradzanie pracowników.
13. Powołanie rad do spraw jakości, które dostarczają regularnych informacji.
14. Powtórzenie wszystkiego od początku, aby zaznaczyć, że programy jakościowe nigdy się nie kończą.

Determinanty sukcesu organizacji
1. Ludzie przeważnie robią rzeczy dobrze za pierwszym razem.
2. Zmiana w otoczeniu jest przewidywana i wykorzystywana dla firmy.
3. Wzrost jest stały i opłacalny.
4. Nowe produkty i usługi „zjawiają się”, gdy są potrzebne.
5. Każdy jest szczęśliwy, że tu pracuje.

## Ocena
Metoda zero defektów zastosowana została po raz pierwszy w przemyśle zbrojeniowym, gdzie doskonale się sprawdziła. Później została spopularyzowana w cywilnych gałęziach przemysłu. Dała początek szeregowi metod łączących zasady zarządzania i statystykę. Crosby nie przez wszystkich był postrzegany jako guru jakości. W. E. Deming wielokrotnie negował jego osiągnięcia.